# AqTaylor

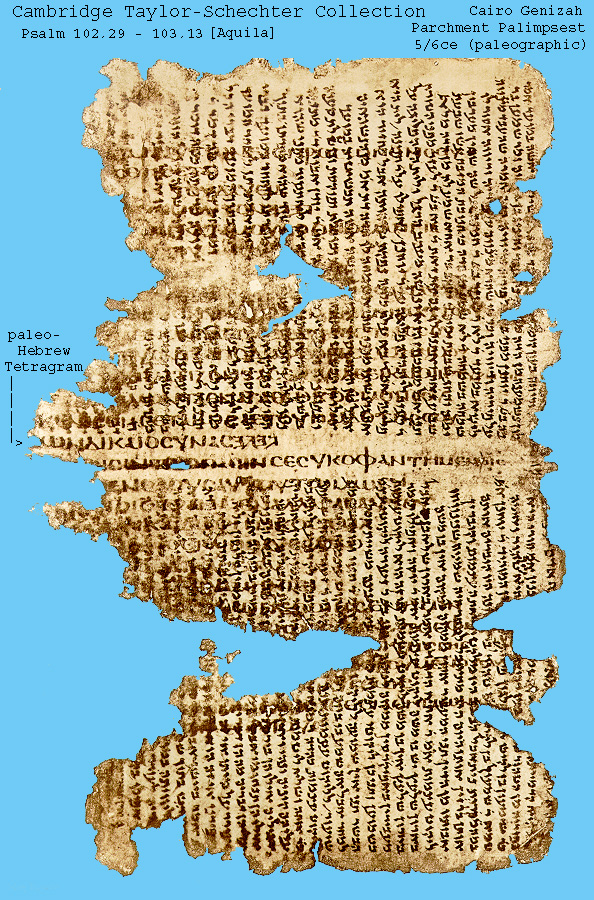
Frammenti di Salmi

AqTaylor acronimo che designa i frammenti della traduzione letterale della Bibbia ebraica in greco da Aquila. Si tratta di un manoscritto dei Settanta in palinsesto datato fine del V secolo e l'inizio del VI secolo. La traduzione di Aquila è stata eseguita all'incirca nel corso dell'anno 130 CE.

## Storia
I frammenti sono stati pubblicati da C. Taylor nella sua opera Hebrew-Greek Cairo Genizah Palimpsests.

## Descrizione
Il manoscritto contiene frammenti di Salmi 90-103. Questo palinsesto è scritto in greco, ma il Tetragramma scritto in caratteri ebraici arcaici, nei seguenti luoghi: Sl 91:2, 9; 92:1, 4, 5, 8, 9; 96:7, 7, 8, 9, 10, 13; 97:1, 5, 9, 10, 12; 102:15, 16, 19, 21; 103:1, 2, 6, 8. Frammenti di manoscritti sono stati datati alla metà e l'inizio del VI secolo V secolo.